# Aeroporto Internacional de Vladivostok
Aeroporto Internacional de Vladivostok (em russo:  Международный аэропорт "Владивосток" Mezhdunarodnyi aeroport Vladivostok) (IATA: VVO, ICAO: UHWW) é um aeroporto internacional localizado perto de Artyom, Krai do Litoral, Rússia, a cerca de uma hora de carro (44 km) ao norte do centro da cidade de Vladivostok. Era anteriormente conhecido como Aeroporto Knevichi, nomeado por conta da vila de Knevichi.
Um novo terminal (terminal A) foi construído em 2012, a um custo de 7 bilhões de rublos. A capacidade do novo edifício do terminal é de 3,5 milhões de passageiros/ano. Pista 07R/25L também foi reconstruída e ampliada, para 3.500 metros. Esta nova pista é capaz de acomodar todos os tipos de aeronaves sem quaisquer restrições.